# マイ・チャイルド・レーベンスボルン
『マイ・チャイルド・レーベンスボルン』（My Child Lebensborn）は、ノルウェーのインディーゲームスタジオSarepta Studioが開発し2018年5月8日に発売した育成シミュレーションゲーム。

## 概要
かつてナチスドイツが推進していたレーベンスボルン計画により生まれた子供の苦難を描く、ノルウェーの実際の歴史を基にした作品。レーベンスボルンとはドイツの人口増加を目的とした施設で、当時ドイツの占領下にあったノルウェーの女性とドイツ人男性兵士との子作りを奨励していた。1945年のドイツ降伏後、施設に関係した女性たちはノルウェー国民から敵国の協力者だと迫害され、生まれた子供たちも「ナチスの子」として差別を受け続けた（詳細は「レーベンスボルン#ノルウェーでの実施」を参照）。
本作の舞台は1951年から1952年のノルウェーで、プレイヤーは、自分の実親のことを知らないレーベンスボルンの子供を養子に迎え入れ、日々育てていく。子供は学校で同級生や教師などからいじめを受ける中で自分の出自について疑問を抱き始め、これに対し、子供に実親のことを話すべきかなど様々な選択がプレイヤーに突きつけられる。
本作を発売した2018年5月8日という日付は、ノルウェーを占領していたドイツ軍が降伏した「解放記念日」である1945年5月8日に意図的に合わせたもので、本作プロデューサーのElin Festøyは「解放記念日は子供たちの問題が始まった日」と語っている。
本作の続編として、『My Child: New Beginnings』の発売が予定されている。

## システム
1日の中でプレイヤーは子供の世話などを行い、多くの場合、行動時に時間が消費される。平日の昼間は基本的に子供は学校へ行き、プレイヤーは日給を得るために職場で働く。夜に子供を寝かせ部屋の明かりを消すと1日が終了する。
画面上の「食事」「衛生」「幸福」のパラメータは何もしなければ減少していくが、食事を与える、浴室で体を洗う、一緒に遊ぶ、といった行動により上昇する。iOS・Android版ではそれぞれの行動時にタッチパネル操作でスキンシップを図る。
プレイ中には選択肢が度々表示される。プレイヤーの選択により、子供の感情やその後の物語の展開が変化する。

## 開発
本作のアイデアは、本作開発元のSarepta Studioと同じノルウェーの企業Teknopilotに所属する映像プロデューサーのElin Festøyが発端となっている。Festøyは、1945年の第二次世界大戦終結から70年が経過し存命者が減りつつあったレーベンスボルン生まれの元戦争孤児を題材とするドキュメンタリーの撮影を行っていたが、取材の中で得た壮絶なエピソードの数々を普段ドキュメンタリーを見ない若い世代にも知ってほしいと考えてゲームメディアに注目しSarepta Studioに話を持ち掛けた。
Festøyは2017年3月17日から4月18日の期間にKickstarterでのクラウドファンディングを実施し、10万クローネの目標額に対し12万9040クローネの資金が集まった。
Sarepta Studioはこれまでモバイルゲームの開発経験がなかったが、プレイヤーに感情移入させるためにタッチパネルを介して子供と触れ合うシステムが不可欠と考え、モバイル向けの開発を行った。開発にあたっては、擬人化された猫を育成するゲーム『マイ・トーキング・アンジェラ』のインタフェースや、家族を養う要素のあるアドベンチャーゲーム『Papers, Please』で画面上に家族を表示しない表現方法を参照している。

## 受賞
- Spillprisen 2018 「Årets spill, liten skjerm（ゲームオブザイヤー、スモールスクリーン）」[6]
- 2018 TapTap 年度游戏大赏 「最佳剧情（最優秀プロット）」[7]
- 第15回英国アカデミー賞ゲーム部門（英語版） 「Game Beyond Entertainment」[8]